# Open Barletta 2009
L'Open Barletta 2009 è stato un torneo professionistico di tennis maschile giocato sulla terra rossa, che faceva parte dell'ATP Challenger Tour 2009. Si è giocato a Barletta in Italia dal 23 al 29 marzo 2009.

## Partecipanti

### Teste di serie
| Nazionalità | Giocatore             | Ranking* | Testa di serie |
| ----------- | --------------------- | -------- | -------------- |
| Spagna      | Daniel Gimeno Traver  | 78       | 1              |
| Rep. Ceca   | Ivo Minář             | 157      | 2              |
| Uzbekistan  | Denis Istomin         | 102      | 3              |
| Brasile     | Marcos Daniel         | 114      | 4              |
| Spagna      | Rubén Ramírez Hidalgo | 122      | 5              |
| Spagna      | Santiago Ventura      | 126      | 6              |
| Uruguay     | Pablo Cuevas          | 130      | 7              |
| Perù        | Luis Horna            | 131      | 8              |

(*) Ranking al 16 marzo 2009.

### Altri partecipanti
Giocatori che hanno ricevuto una wild card:
- Daniele Bracciali
- Alessio Di Mauro
- Thomas Fabbiano
- Gianluca Naso

Giocatori passati dalle qualificazioni:
- Alberto Brizzi
- Jonathan Eysseric
- Matwé Middelkoop
- Nick van der Meer

Giocatori con uno special Exempt:
- Thiemo de Bakker
- David Marrero

## Campioni

### Singolare
Ivo Minář ha battuto in finale  Santiago Ventura con il punteggio di 6–4, 6–3

### Doppio
Rubén Ramírez Hidalgo /  Santiago Ventura hanno battuto in finale  Pablo Cuevas /  Luis Horna con il punteggio di 7–6(1), 6–2